# Aqualtune
Aqualtune foi uma líder quilombola do século XVII, chefe de um dos principais assentamentos que formavam o Quilombo dos Palmares. Sua existência e alta posição hierárquica são atestadas em um documento português de 1678, que a identifica como mãe do então rei de Palmares, Ganga Zumba, e de outro chefe, Ganga Zona.
Além de sua figura histórica, Aqualtune é o centro de uma difundida tradição oral que a retrata como uma princesa e comandante militar do Reino do Congo, que teria sido capturada após a Batalha de Ambuíla (1665) e escravizada no Brasil. A historiografia contemporânea, no entanto, aponta que esta narrativa é cronologicamente inconsistente com os fatos conhecidos sobre sua descendência e não é sustentada por evidências documentais, sendo compreendida como um mito fundador que enaltece a linhagem dos líderes de Palmares.
Como matriarca da família que gerou os líderes mais notórios de Palmares, incluindo seu neto Zumbi dos Palmares, Aqualtune é uma personagem central para a compreensão da estrutura social e política do maior quilombo das Américas. Seu legado é celebrado como um marco da resistência africana e da liderança feminina no Brasil.

## Historicidade e Fontes Documentais
A existência de Aqualtune como figura histórica está ancorada em um documento primário crucial e no entendimento da organização interna de Palmares.

### A "Relaçam das Gverras" de 1678
A principal prova material da existência de Aqualtune é a "Relaçam das Gverras feitas aos Palmares de Pernambuco no tempo do Governador Dom Pedro de Almeida, de 1675 a 1678". Este manuscrito anônimo, cuja autoria é atribuída a um participante das campanhas militares contra o quilombo, é considerado a fonte mais detalhada sobre a organização de Palmares em seu apogeu.
Ao descrever os dez mocambos que formavam a confederação, o relato identifica o sexto assentamento e sua líder:

O sexto chamao de Aqualtune, que he nome da may do Rey Ganga Zumba, & aqui asiste a gente de seu irmão Ganga Zona, tem esta povoação 200 caza, & he cercada de paos a pique. Manuscrito anônimo de 1678.
Estudos paleográficos recentes, realizados por Silvia Hunold Lara e Phablo Fachin, confirmaram a grafia original no manuscrito como "Âqualtune". A passagem é inequívoca ao estabelecer:
1. O Nome: Registra "Aqualtune" como um topônimo e antropônimo em Palmares.
2. A Liderança: Indica que ela era a chefe de uma povoação de 200 casas, uma das maiores do quilombo.
3. A Matrilinearidade do Poder: Afirma sua posição como mãe do rei (Ganga Zumba) e de outro chefe (Ganga Zona), sublinhando sua importância na estrutura de poder da realeza palmarina.

### O Mocambo de Aqualtune e sua Posição em Palmares
Palmares era uma complexa entidade política, mais próxima de uma confederação de cidades-estado do que de um simples refúgio. Cada mocambo possuía autonomia relativa, sob a liderança de um chefe. O fato de Aqualtune governar um dos maiores assentamentos, com estrutura defensiva ("cercada de paos a pique"), demonstra sua autoridade militar e administrativa.
Sua liderança, em uma sociedade guerreira, sugere que seu prestígio não advinha apenas de ser a matriarca da família real, mas também de suas próprias qualidades políticas. A data de sua morte é desconhecida, mas presume-se que tenha ocorrido durante ou após a intensificação dos ataques que culminaram no acordo de paz de Ganga Zumba em 1678 e na subsequente ascensão de Zumbi.

## A Lenda da Princesa do Congo
A biografia de Aqualtune foi ampliada por uma narrativa heroica que, embora não comprovada, tornou-se parte integral de sua identidade na cultura popular.

### Narrativa e Elementos Centrais
Segundo a tradição oral, Aqualtune era uma princesa ("Mwene") do Reino do Congo, filha do rei António I Nvita a Nkanga. No contexto da crescente pressão portuguesa sobre as terras e minas congolesas, ela teria assumido uma posição de comando militar. O ponto culminante de sua história na África seria sua participação na Batalha de Ambuíla, em 29 de outubro de 1665.
Nesta batalha, que foi um desastre para o Congo, o rei António I foi morto e decapitado, e centenas de membros da aristocracia congolesa foram capturados e subsequentemente vendidos como escravos para o Brasil. A lenda situa Aqualtune entre esses nobres cativos. Trazida para Pernambuco, foi vendida a um engenho na região de Porto Calvo, onde, mesmo grávida, organizou uma fuga para Palmares. Lá, seu status de nobreza e sua experiência militar teriam sido reconhecidos, garantindo-lhe a liderança de seu próprio mocambo.

### Análise Historiográfica e Anacronismos
A historiografia contemporânea analisa esta narrativa como um mito, apontando anacronismos e a falta de corroboração documental:
- Inconsistência Cronológica: É o principal obstáculo à veracidade da lenda. Zumbi dos Palmares, neto de Aqualtune, nasceu por volta de 1655, uma década antes da Batalha de Ambuíla. Seu filho, Ganga Zumba, já era o líder consolidado de Palmares em 1670, cinco anos após a batalha, um período de tempo insuficiente para que sua mãe, recém-chegada da África, gerasse tal influência e visse seu filho ascender ao poder.[4][9]
- Ausência em Fontes Primárias: Não há menção a Aqualtune nos detalhados relatos portugueses sobre a Batalha de Ambuíla e seus cativos. Embora nem todos os nobres capturados tenham sido nomeados, a ausência de uma figura de tal importância militar é notável.[2]

### Origens e Função do Mito
A lenda provavelmente se desenvolveu no século XX, como parte de um esforço de reconstrução da memória afro-brasileira. Sua função é a de um mito fundador:
Estabelecer uma Linhagem Nobre: A narrativa confere à dinastia de Palmares uma origem real, conectando-a diretamente a um dos maiores reinos da África. Isso reforça a imagem de Palmares como um "Estado" organizado, com uma realeza legítima, em oposição à visão colonial de um simples bando de fugitivos.
2.  Criar um Arquétipo Heroico: A figura da princesa guerreira personifica a resistência desde o solo africano. É provável que tenha sido inspirada em figuras históricas reais, como a rainha Nzinga de Ndongo e Matamba, cuja fama como líder militar anti-colonial era notória no Brasil.

## Resgate e Estudo da Figura
A redescoberta de Aqualtune é um processo que reflete as mudanças na própria historiografia brasileira.

### Do Manuscrito ao Reconhecimento Público
Por séculos, o nome de Aqualtune esteve restrito ao manuscrito de 1678. Foi a publicação de "O Quilombo dos Palmares" (1947), de Edison Carneiro, que a introduziu no meio acadêmico. Contudo, foi com a efervescência do Movimento Negro Unificado (MNU) nos anos 1970 e 1980, e a consequente elevação de Zumbi a herói nacional, que a busca por outras lideranças de Palmares se intensificou. Aqualtune emergiu então como uma figura de grande apelo, preenchendo a lacuna de uma grande matriarca fundadora.

### Paralelos com a Rainha Nzinga
A comparação entre a Aqualtune mítica e a histórica Rainha Nzinga é um exercício historiográfico relevante. Ambas são apresentadas como líderes de reinos da África Central, estrategistas militares que enfrentaram os portugueses e símbolos de soberania africana. A sobreposição de características sugere que a memória coletiva sobre a resistência em Angola, personificada em Nzinga, pode ter fornecido o modelo para a construção da narrativa heroica de Aqualtune, adaptando um arquétipo poderoso à realidade específica de Palmares.

## Legado e Influência na Cultura Contemporânea
O impacto de Aqualtune na atualidade é vasto, manifestando-se como um símbolo de força na política, nas artes e na identidade social.

### Símbolo da Resistência Feminina Negra
Aqualtune é um dos maiores ícones do feminismo negro no Brasil. Ela representa a mulher que não apenas sobreviveu à brutalidade da escravidão, mas que a subverteu, assumindo uma posição de poder e liderança. Sua figura é evocada para inspirar a luta contra o racismo e o sexismo e para dar visibilidade à agência histórica das mulheres negras, frequentemente apagadas dos registros oficiais.

### Representações Artísticas e Literárias
A história de Aqualtune é um tema recorrente na produção cultural afro-brasileira.
- Literatura: A escritora Jarid Arraes, em sua obra "Heroínas Negras Brasileiras em 15 Cordéis" (2017), foi fundamental para a popularização de sua saga, adotando a versão da princesa guerreira para criar uma narrativa de empoderamento e forte apelo popular.[12]
- Carnaval: A figura de Aqualtune e outras lideranças de Palmares são frequentemente homenageadas nos desfiles das escolas de samba. Em 2024, a escola de samba Mancha Verde apresentou o enredo "Do nosso barro preto, em vida, se faz guerreira", que exaltava a força da mulher negra e fazia alusão direta à luta de Palmares.[13]

### Legado Político e na Memória Social
Aqualtune é uma figura politicamente ativa na contemporaneidade. Seu nome é invocado por movimentos quilombolas na luta pelo direito à terra e por políticas de reparação. A validação de sua história e de seu reino serve como um argumento para o reconhecimento da dívida histórica do Estado brasileiro e para a afirmação de uma identidade nacional que reconheça suas raízes africanas não como subalternas, mas como fundadoras e soberanas.